# Capilla de los Reyes Viejos
La capilla de los Reyes Viejos es una capilla situada en el interior de la catedral de Toledo (España).

## Historia
El Rey Sancho IV había fundado, antes de su muerte, una capilla en la Catedral de Toledo, para ser enterrado en ella. Se llamó la Capilla de Santa Cruz, y una vez terminada, en 1289, el Rey ordenó el traslado de los restos de los reyes Alfonso VII "el Emperador", Sancho III "el Deseado" y Sancho II de Portugal, que se encontraban sepultados en la capilla del Espíritu Santo de la catedral.
Tras la llegada a la sede catedralicia del Cardenal Cisneros, visto lo angosto que quedaba el presbiterio, consiguió el permiso de los Reyes Católicos para el traslado de la Capilla Real, la cual se demolió y se instaló en una de las capillas de la girola, pasando a ser llamada Capilla de los Reyes Viejos, o de Santa Cruz. En esta capilla consta la siguiente inscripción:

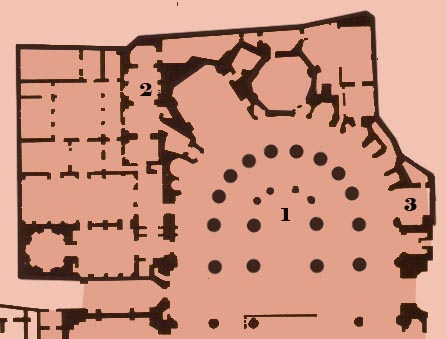
Plano de la cabecera de la Catedral de Toledo. La Capilla de los Reyes Viejos está marcada con el número 3. El número 1 es el Altar Mayor. El número 2 es la Capilla de los Reyes Nuevos.

ESTA CAPILLA DEL REY DON SANCHO DE GLORIOSA MEMORIA FUE FUNDADA SO INVOCACIÓN DE LA CRUZ DO ESTÁ AHORA EL ALTAR MAYOR DE ESTA SANTA IGLESIA, Y QUEDANDO LOS CUERPOS DE LOS REYES A LOS LADOS DEL ALTAR FUE TRASLADADA AQUÍ POR MANDADO DE LOS CATÓLICOS PRÍNCIPES DON FERNANDO Y DOÑA ISABEL N.N.S.S. EN 18 DE ENERO DE 1498 AÑOS.

## Descripción
Está cerrada por una reja de 1529 obra de Domingo de Céspedes (+ Toledo 1570). Los retablos son obra de Francisco Comontes.

### Monarcas sepultados en la capilla
- Alfonso VII el Emperador (Caldas de Reyes, Pontevedra, 1 de marzo de 1105 – Paraje de La Fresneda, sito en Sierra Morena, en el límite de las provincias de Jaén y Ciudad Real), padre de Sancho III.
- Sancho III el Deseado (Toledo, 1134 - Toledo, 31 de agosto de 1158).
- Sancho IV el Bravo (Valladolid, 12 de mayo de 1258 – Toledo, 25 de abril de 1295).

Además de los tres monarcas anteriores, está enterrado el infante Pedro de Aguilar, hijo de Alfonso XI y Leonor de Guzmán.

### Revisión de los sepulcros reales en 1947
En 1947 el presidente de Portugal Oliveira Salazar envió a Toledo una comisión para averiguar donde estaban los restos del rey Sancho II de Portugal, apodado el Capelo o el Piadoso (Coímbra, 8 de septiembre de 1207 - Toledo, 4 de enero de 1248). Se le suponía enterrado en esta capilla. Se abrieron las cuatro tumbas y se revisaron los restos de los tres reyes y el niño infante allí enterrados, comprobándose sus identidades y determinados objetos personales, como la Corona de Sancho IV, que se sacó del ataúd; pero no se encontraron los restos del rey portugués.